# ديف ستيل
ديف ستيل (بالإنجليزية: Dave Steele) هو سائق سيارة سباق أمريكي، ولد في 7 مايو 1974 في تامبا في الولايات المتحدة، وتوفي في 25 مارس 2017 في Freedom Factory ‏ في الولايات المتحدة.

## وصلات خارجية
- الموقع الرسمي